# تورنز
تورنز (انگلیسی: Thorens) شرکت الکترونیک آلمانی است، که در سال ۱۸۸۳ تأسیس شد.